# 齊櫺暙
齊櫺暙（1620年—？年），又名齊櫺曜，字瑶圃，北直隸順天府大城縣人，民籍，明末清初政治人物。

## 生平
崇禎十五年（1642年）壬午科中式順天鄉試第七十四名舉人，崇禎十六年（1643年）癸未科會試第九十二名，三甲第二百三十四名進士，户部觀政。

## 家族
曾祖齊勳，贡生。祖父齊壽邦，生员。父齊琦，生员。